# Нью-Фейрв'ю (Техас)
Нью-Фейрв'ю (англ. New Fairview) — місто (англ. city) в США, в окрузі Вайз штату Техас. Населення — 1386 осіб (2020).

## Географія
Нью-Фейрв'ю розташований за координатами 33°6′36″ пн. ш. 97°27′27″ зх. д. / 33.11000° пн. ш. 97.45750° зх. д. (33.110028, -97.457571).  За даними Бюро перепису населення США в 2010 році місто мало площу 40,18 км², уся площа — суходіл.

## Демографія
Згідно з переписом 2010 року, у місті мешкало 1258 осіб у 418 домогосподарствах у складі 336 родин. Густота населення становила 31 особа/км².  Було 489 помешкань (12/км²).
Расовий склад населення:
| - 85,7 % — білих - 2,3 % — корінних американців - 0,7 % — чорних або афроамериканців - 6,0 % — осіб інших рас |

До двох чи більше рас належало 5,3 %. Частка іспаномовних становила 17,3 % від усіх жителів.
За віковим діапазоном населення розподілялося таким чином: 28,7 % — особи молодші 18 років, 61,4 % — особи у віці 18—64 років, 9,9 % — особи у віці 65 років та старші. Медіана віку мешканця становила 36,9 року. На 100 осіб жіночої статі у місті припадало 99,4 чоловіків;  на 100 жінок у віці від 18 років та старших — 98,0 чоловіків також старших 18 років.
Середній дохід на одне домашнє господарство  становив 66 914 долари США (медіана — 53 229), а середній дохід на одну сім'ю — 66 887 доларів (медіана — 56 071). Медіана доходів становила 51 131 долар для чоловіків та 32 500 доларів для жінок. За межею бідності перебувало 8,8 % осіб, у тому числі 13,3 % дітей у віці до 18 років та 6,8 % осіб у віці 65 років та старших.
Цивільне працевлаштоване населення становило 466 осіб. Основні галузі зайнятості: роздрібна торгівля — 16,3 %, транспорт — 13,9 %, освіта, охорона здоров'я та соціальна допомога — 13,9 %.